# Dominic Storey
Dominic Storey (15 oktober 1989) is een autocoureur uit Nieuw-Zeeland.

## Carrière

### Formule BMW
Na een kartcarrière in zijn thuisland Nieuw-Zeeland, maakte Storey zijn eenzittersdebuut in 2006 in de Formule BMW Azië, waar hij het seizoen als vijfde finishte. Hij nam ook deel aan twee races in het Britse kampioenschap voor het team Räikkönen Robertson Racing op Oulton Park.

### Toyota Racing Series
Na drie races in 2007 in de Toyota Racing Series nam Storey het hele seizoen 2007-2008 deel voor het team Ken Smith Motorsport. Hij behaalde een podiumplaats op weg naar de zevende plaats in het kampioenschap met 792 punten.

### Formule Renault en Formule 3
In 2008 maakte Storey zijn debuut in de Formule Renault met deelname in de Formule Renault 2.0 WEC op Estoril. Hij bleef in dit kampioenschap in 2009 en ging ook deelnemen aan de Eurocup Formule Renault 2.0, maar bleef slechts twee ronden in beide kampioenschappen. Ook verscheen hij als gastcoureur op Donington Park in het Britse Formule 3-kampioenschap.

### Formule Renault 3.5 Series
Storey werd bevestigd als Formule Renault 3.5 Series-coureur in april 2011 voor het team Pons Racing naast Britse Formule 3-promoveerder Oliver Webb.

### GP3 Series
Op 2 mei 2011 werd bekend dat Storey in 2011 ook in de GP3 Series gaat rijden. Zijn team is het Spaanse Addax Team en zijn teamgenoten zijn de Amerikaan Gabriel Chaves en de Brit Dean Smith.